# Fokker F.XXII
Fokker F.XX (также Fokker F.22) — голландский четырёхмоторный пассажирский самолёт 1930-х годов.

## История
F.XXII, разрабатывавшийся как уменьшенная версия F.XXXVI, представлял собой свободнонесущий высокоплан. Он был оснащён четырьмя звездообразными поршневыми двигателями Pratt & Whitney R-1340 Wasp, установленными в передней кромке крыла. Головной самолёт (PH-AJP), позже названный "Papegaai" совершил первый полёт в 1935 году, за ним последовали два серийных: PH-AJQ "Kwikstaari", PH-AJR "Roerdomn", все они были произведены для компании KLM. Четвёртый самолёт, SE-ABA "Lappland", был построен для шведской авиакомпании AB Aerotransport.
В том же 1935 году была разработана модификация с убирающимся шасси и двумя 650-сильными двигателями Gnome-Rhône 9KF, F.XXIII (или F.23). Возросшая мощность двигателей позволила увеличить массу самолёта и его скорость на 19 км/ч, но при этом его практическая дальность упала с 1762 до 1577 км. Установка более тяжёлых двигатели не оправдала себя, поэтому F.XXIII не строился.
Лицензию на производство самолётов F.XXII для британского рынка получила авиастроительная компания Airspeed Ltd. (под названием Airspeed AS.16), но заказов на него не поступало.

## Применение
Один из трёх самолётов KLM (PH-AJQ, Kwikstaart) разбился в июле 1935 года, а два других продолжали эксплуатироваться до августа 1939 года, когда они были проданы компаниям British American Air Service и Scottish Aviation (PH-AJR стал G-AFXR, а PH-AJP — G-AFZP). Месяц спустя принадлежавший British American Air Services G-AFXR был также приобретен компанией Scottish Aviation в качестве учебно-тренировочного для подготовки штурманов.
В октябре 1941 года оба они были приняты на вооружение Royal Air Force и использовались в качестве учебно-транспортных (с кодами HM159 и HM160, соответственно). HM159 разбился, а HM160 пережил войну и был возвращён компании Scottish Aviation, которая вновь под старым обозначением G-AFZP применяла его на линии Прествик-Белфаст до конца 1947 года.
Шведский самолёт, получивший название Lappland выполнял регулярные рейсы Амстердам-Мальмё, пока не разбился в июне 1936 года.

## Лётно-технические характеристики
Источник данных: The Illustrated Encyclopedia of Aircraft (Part Work 1982-1985), 1985, Orbis Publishing, Page 1895/6

Технические характеристики
- Экипаж: 2
- Пассажировместимость: 22
- Длина: 21,52 м
- Размах крыла: 30 м
- Высота: 4,60 м
- Площадь крыла: м2
- Масса пустого: 8 100 кг
- Максимальная взлётная масса: 13 000 кг
- Силовая установка: 4 × воздушных Pratt & Whitney R-1340[англ.] Wasp T1D1 (радиальный 9-цилиндровый)
- Мощность двигателей: 4 × 500 л.с. (4 × 373 кВт)

Лётные характеристики
- Максимальная скорость: 285 км/ч
- Практическая дальность: 1 350 км
- Практический потолок: 4 900 м

## Эксплуатанты

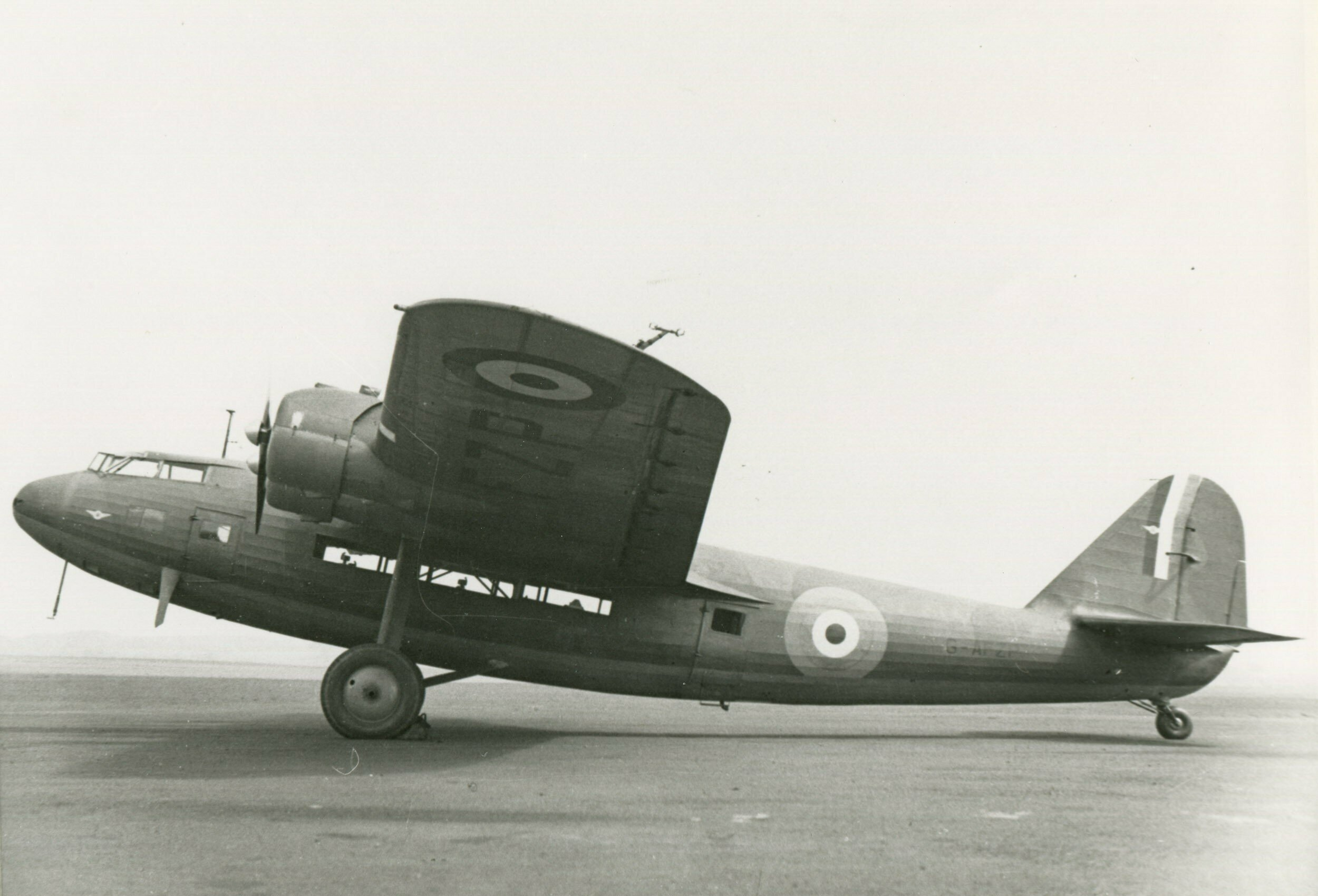
F.XXII (G-AFZP, HM160) RAF

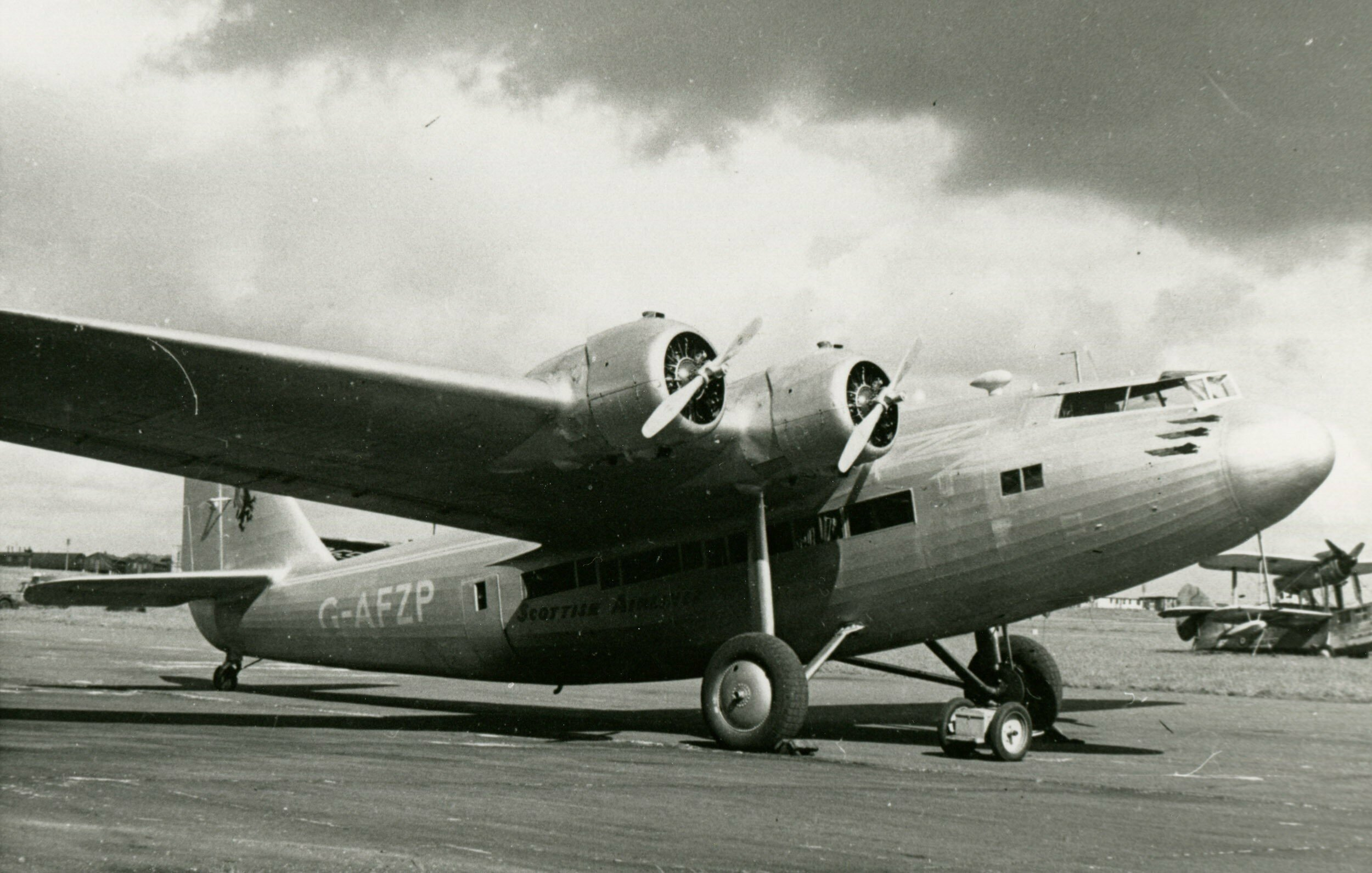
Тот же G-AFZP в окраске компании Scottish Airlines

### Гражданские
Нидерланды
- KLM

 Швеция
- AB Aerotransport

 Великобритания
- British American Air Service
- Scottish Airlines
- Scottish Aviation

### Военные
Великобритания
- Royal Air Force: эскадрилья № 24

## Аварии и катастрофы
- 14 июля 1935 года направлявшийся в Гамбург самолёт KLM F.XXII (PH-AJQ, Kwikstaart) разбился при наборе высоты из аэропорта Схипхол из-за отказа двух двигателей, в результате чего из погибли 6 человек из 20 находившихся на борту.[2]
- 9 июня 1936 года самолёт AB Aerotransport F.XXII (SE-ABA, Lappland), выполнявший рейс Стокгольм-Мальмё-Копенгаген-Амстердам, разбился при попытке аварийной посадки в аэропорту Буллтофта (Мальмё) из-за отказа трёх двигателей; погиб 1 из 13 человек.[3]
- 3 июля 1943 года самолёт RAF F.XXII HM159, следовавший из Тайри в Глазго из-за возникшего во время полёта пожара упал с высоты около 100 метров в озеро Лох-Тарберт, Шотландия, погибли все находившиеся на борту (20 человек, включая 4 члена экипажа).[4]